# آدام بوگل
آدام بوگل (انگلیسی: Adam Bogle; ۲۱ ژوئن ۱۸۴۸ – ۳ مارس ۱۹۱۵) فرد نظامی اهل پادشاهی متحد بریتانیای کبیر و ایرلند بود.
از باشگاه‌هایی که در آن بازی کرده‌است می‌توان به باشگاه فوتبال رویال انجینیرز اشاره کرد.